# West Bergholt
West Bergholt – wieś i civil parish w Anglii, w hrabstwie Essex, w dystrykcie Colchester. Leży 32 km na północny wschód od miasta Chelmsford i 81 km na północny wschód od Londynu. W 2011 roku wioska liczyła 3344 mieszkańców. West Bergholt jest wspomniana w Domesday Book (1086) jako Bercolt(a).